# Taipei chinois aux Jeux olympiques d'hiver de 2006
La République de Chine (Taïwan) est représentée par un athlète aux Jeux olympiques d'hiver de 2006 à Turin.

## Épreuves

### Luge
- Ma Chih-hung